# پیز د ستاگ
پیز د ستاگ (به لاتین: Piz de Setag) یک کوه در سوئیس است که در کانتون گراوبوندن واقع شده‌است. پیز د ستاگ ۲٬۴۷۶ متر بالاتر از سطح دریا واقع شده‌است.